# جون كان
جون كان (بالإنجليزية: John Kane)‏ (8 يونيو 1987 بغلاسكو في المملكة المتحدة - ) هو لاعب كرة قدم بريطاني في مركز الدفاع. لعب مع نادي بارتيك ثيسل ونادي ماذرويل ونادي هيبرنيان ونادي كلايد ونادي سترنرير ‏ ونادي ستيرلينغ ألبيون وجلينفتون أثلتيك ‏ وPollok F.C. ‏.

## وصلات خارجية
- جون كان على موقع الاتحاد الإسكتلندي (الإنجليزية)
- جون كان على موقع قاعدة بيانات كرة القدم.إي يو (الإنجليزية)
- جون كان على موقع Soccerbase.com (لاعب) (الإنجليزية)